# Gabriel Kaspereit

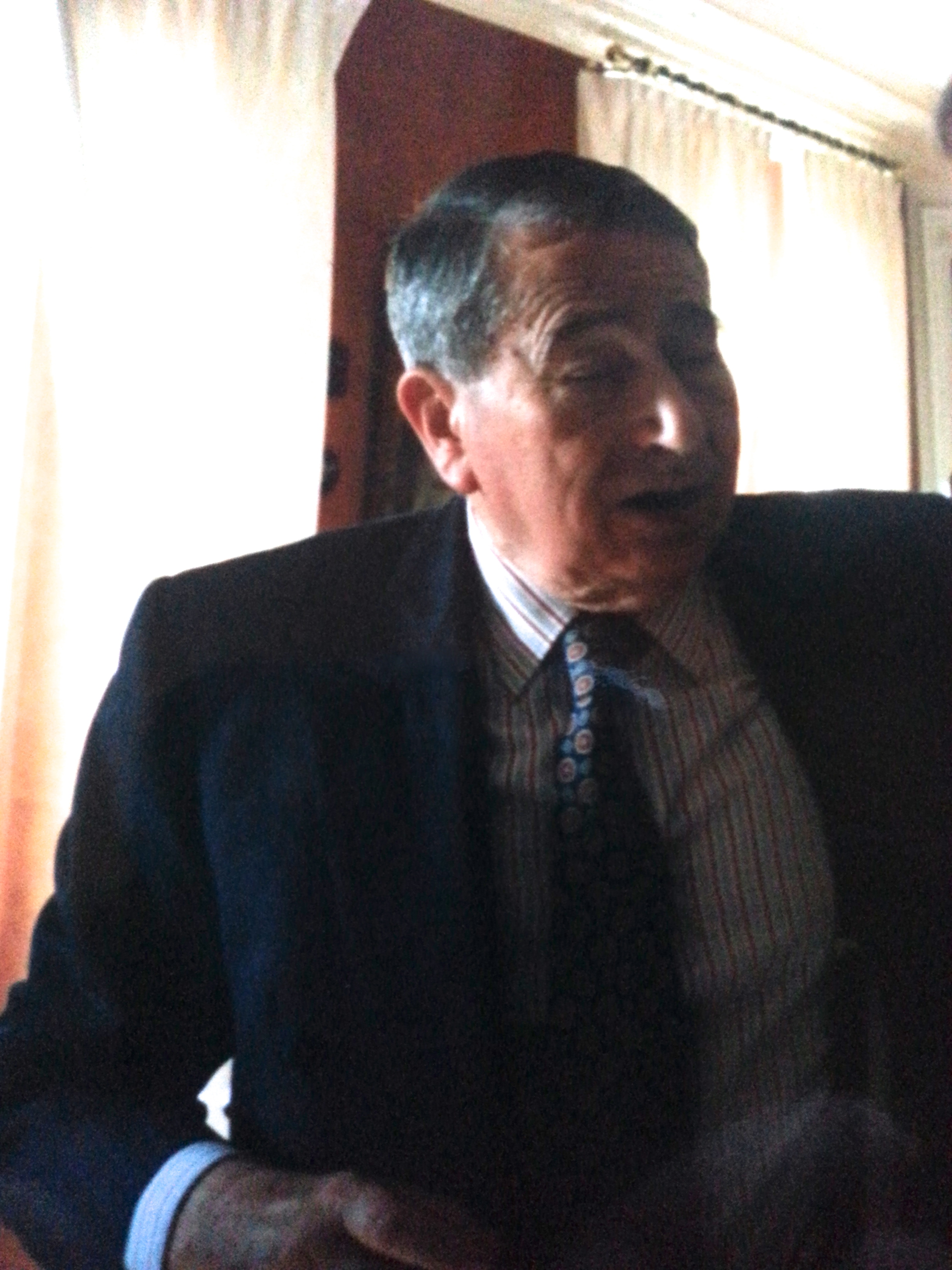
Gabriel Kaspereit (1996)

Gabriel Adolphe Marie Kaspereit (* 21. Juni 1919 im 14. Arrondissement („Arrondissement de l’Observatoire“), Paris; † 1. August 2006 in Neuilly-sur-Seine, Département Hauts-de-Seine) war ein französischer Politiker der Union für die Neue Republik UNR (Union pour la Nouvelle République) und deren Nachfolgeorganisationen sowie zuletzt des Zusammenschlusses für die Republik RPR (Rassemblement pour la République), der zwischen 1961 und 1969 Mitglied der Nationalversammlung (Assemblée nationale) sowie von 1967 bis 1969 erstmals Mitglied des Europäischen Parlaments war. Er fungierte im Kabinett Chaban-Delmas von zwischen 1969 und 1972 als Staatssekretär im Ministerium für industrielle und wissenschaftliche Entwicklung mit der Zuständigkeit für mittelständische Industrie, Kleinindustrie und Handwerk. Er war von 1973 bis 1997 erneut Mitglied der Nationalversammlung sowie zugleich zwischen 1973 und 1979 noch einmal Mitglied des Europäischen Parlaments. Er war von 1983 bis 1984 als Nachrücker abermals Mitglied des 1. Europäischen Parlaments.

## Leben
Gabriel Adolphe Marie Kaspereit absolvierte nach dem Besuch des Lycée Pasteur in Neuilly-sur-Seine und des Lycée Lakanal in Sceaux eine Offiziersausbildung an der Einsatzschule der Panzertruppe (École d’application de l’arme blindée) und diente zwischen 1940 und 1946 als Offizier. Nach Kriegsende begann er eine berufliche Laufbahn in der Wirtschaft und fungierte zwischen 1952 und 1961 als Kaufmännischer Direktor des Keksherstellers Brun-Pâtes La Lune, der seit 1969 zum Lebensmittelunternehmen Lefèvre-Utile (LU) gehört. Als Nachfolger von René Moatti wurde er für die Union für die Neue Republik UNR (Union pour la Nouvelle République) bei einer Nachwahl im siebten Wahlkreis von Paris am 11. Juni 1961 erstmals zum Mitglied der Nationalversammlung (Assemblée nationale) gewählt und gehörte dieser nach seinen Wiederwahlen am 25. November 1962 wurde für die UNR, am 12. März 1967 für die Union der Demokraten für die Fünfte Republik UD-Ve (Union des Démocrates pour la Ve République)sowie am 30. Juni 1968 für die Union der Demokraten der Republik UDR (Union des démocrates pour la République) vom 12. Juni 1961 bis zum 22. Juli 1969 an, woraufhin sein bisheriger Stellvertreter Raymond Colibeau dieses Mandat übernahm. Daneben war er von 1967 bis 1969 als Vertreter des französischen Parlaments erstmals Mitglied des Europäischen Parlaments.
Am 22. Juni 1969 wurde Kaspereit als Staatssekretär im Ministerium für industrielle und wissenschaftliche Entwicklung (Secrétaire d’État auprès du ministre du Développement industriel et scientifique) in das Kabinett Chaban-Delmas berufen und bekleidete dieses Amt als einer der engsten Mitarbeiter des Ministers für industrielle und wissenschaftliche Entwicklung François-Xavier Ortoli bis zum 5. Juli 1972, wobei er ab dem 23. Juli 1969 insbesondere für mittelständische Industrie, Kleinindustrie und Handwerk zuständig war.
Bei der Parlamentswahl am 11. März 1973 wurde er für die Union der Demokraten der Republik als Nachfolger von Raymond Colibeau wiederum zum Mitglied der Nationalversammlung gewählt und vertrat in dieser nach seinen Wiederwahlen am 19. März 1978 und 21. Juni 1981 zunächst vom 2. April 1973 bis zum 1. April 1986 wieder den siebten Pariser Wahlkreis, wobei er ab 1976 als Mitglied der Fraktion des Zusammenschlusses für die Republik RPR (Rassemblement pour la République) angehörte. Er war zugleich von 1973 bis 1979 als Vertreter des französischen Parlaments abermals Mitglied des Europäischen Parlaments. Am 13. März 1983 wurde er darüber hinaus Bürgermeister des Pariser 9. Arrondissements, dem „Arrondissement de l’Opéra“, und bekleidete dieses Amt 18 Jahre lang bis zum 18. März 2001, woraufhin Jacques Bravo seine Nachfolge antrat. Nach dem Tode von Hugues Tatilon am 23. Juli 1983 rückte er des Weiteren für diesen in der ersten Wahlperiode als Mitglied des Europäischen Parlaments nach und gehörte zwischen dem 25. Juli 1983 und dem 23. Juli 1984 der Fraktion der Europäischen Demokraten für den Fortschritt als Mitglied an. Er war zudem vom 10. Oktober 1983 und dem 23. Juli 1984 sowohl Mitglied des Landwirtschaftsausschusses als auch Mitglied der Delegation für die Beziehungen zu Israel.
Bei der Parlamentswahl am 2. April 1986 wurde Kaspereit für den RPR im damaligen Pariser Wahlkreis wieder zum Mitglied der Nationalversammlung gewählt. Bei der darauf folgenden Parlamentswahl am 12. Juni 1988 wurde er dann wiederum im vierten Pariser Wahlkreis abermals zum Mitglied der Nationalversammlung gewählt, der er nach seiner Wiederwahl am 28. März 1993 vom 23. Juni 1988 bis zum 21. April 1997 angehörte, woraufhin Pierre Lellouche diesen Wahlkreis übernahm. Er fungierte zu dem als Vertreter Frankreichs vom 10. Mai 1993 bis zum 25. April 1997 als Mitglied der Parlamentarischen Versammlung des Europarates.